# Division One (Seychellen)
Die Division One ist die höchste Spielklasse des nationalen Fußballverbands der Seychellen. Aktueller Meister ist Foresters Mont Fleuri.

## Aktuelle Saison
In der Saison 2021/22 nehmen die folgenden Mannschaften am Spielbetrieb teil:
| Teilnehmer |
| - Mahé League Saint Michel FC (Anse-aux-Pins) Foresters (Mont Fleuri) Saint Louis Suns United (Victoria) Red Star Defence Forces Bosco FC (Pointe La Rue) Real Maldives (Anse Etoile) Northern Dynamo (Glacis) PTL Bazar Brothers (Pointe La Rue) - Inner-Island League La Passe FC (La Passe) Côte d’Or (Praslin) Lightstars FC (Grande Anse) Anse Réunion FC (Anse Réunion) Revengers FC (Praslin) Santos FC (Baie Sainte Anne) |

## Meisterhistorie
- 1941 bis 1975: unbekannt
- 1976: Juventus Rangers
- 1977 bis 1978: unbekannt
- 1979: Saint Louis FC
- 1980: Saint Louis FC
- 1981: Saint Louis FC
- 1982: Mont Fleuri FC
- 1983: Saint Louis FC
- 1984: Mont Fleuri FC
- 1985: Saint Louis FC
- 1986: Saint Louis FC
- 1987: Saint Louis FC
- 1988: Saint Louis FC
- 1989: Saint Louis FC
- 1990: Saint Louis FC
- 1991: Saint Louis FC
- 1992: Saint Louis FC
- 1993: Keine Austragung
- 1994: Saint Louis FC
- 1995: Sunshine FC
- 1996: Saint Michel United FC
- 1997: Saint Michel United FC
- 1998: Red Star FC
- 1999: Saint Michel United FC
- 2000: Saint Michel United FC
- 2001: Red Star FC
- 2002: La Passe FC/Saint Michel United FC (Titel geteilt)
- 2003: Saint Michel United FC
- 2004: La Passe FC
- 2005: La Passe FC
- 2006: ANSE Réunion
- 2007: Saint Michel United FC
- 2008: Saint Michel United FC
- 2009: La Passe FC
- 2010: Saint Michel United FC
- 2011: Saint Michel United FC
- 2012: Saint Michel United FC
- 2013: Côte d’Or FC
- 2014: Saint Michel United FC
- 2015: Saint Michel United FC
- 2016: Côte d’Or FC
- 2017: Saint Louis Suns United
- 2018: Côte d’Or FC
- 2019/20: Foresters Mont Fleuri
- 2020/21: Keine Austragung
- 2021/22: La Passe FC
- 2022/23: Foresters Mont Fleuri
- 2023/24: Saint Louis Suns United
- 2024/25: Côte d'Or FC